# Kaszëbë (film)
Kaszëbë – polski film obyczajowy z 1970 r., w reżyserii Ryszarda Bera oraz z jego scenariuszem.
Premiera odbyła się w podwójnym pokazie z reportażem Florczakowie produkcji WFO z 1970 roku.

## Fabuła
Opowieść o nieszczęśliwej miłości, która toczy się pod koniec XIX wieku, w czasie dramatycznych zmagań Kaszubów z uciskiem germanizacyjnym.

## Obsada
- Hanna Giza – dziewczyna
- Marek Lewandowski – Eryk
- Krzysztof Kalczyński – Hans
- Jan Piepka – Goyka
- Lech Grzmociński – Konkol
- Ireneusz Karamon – Skwiercz
- Witold Dederko – Biżewski
- Henryk Hunko – karczmarz Galas
- Edward Kowalczyk – Bolda
- Euzebiusz Luberadzki – Szwed
- Ewa Zdzieszyńska – Bołdowa
- Maria Żabczyńska – Maciejowa

## Nagrody
1971:
- Hanna Giza – Łagów, Lubuskie Lato Filmowe – nagroda za drugoplanową rolę kobiecą[2]